# 중동고등학교
중동고등학교(中東高等學校)는 대한민국 서울특별시 강남구 일원동에 있는 고등학교이다. 2010년부터 자율형 사립 고등학교로 전환하여 운영되고 있다.

## 학교 연혁
- 1906년 : 관립 한어학교 내 한어야학 설립(설립자 오규신, 유광렬, 김원배)
- 1907년 : 중동야학교로 교명 제정, 초대 오세창 교장 취임
- 1914년 : 백농 최규동 선생 학교 설립자 인가
- 1919년 : 사립중동학교로 개명
- 1920년 : 축구부 창단, 교기 제정, 교훈(정직, 근면, 청결) 설정
- 1922년 : 중동문고 개관(학교 도서관)
- 1925년 : 조선어 교육 유지를 위해 고보 인가 거부, '고보 동등'으로 지정 받음
- 1943년 : 황국신민교육 강요로 인한 수업연한 단축
- 1945년 : 해방과 함께 정규 중학교로 승격
- 1948년 : 학교법인 중동학원 설립
- 1951년 : 6.25 전란기, 부산 서면에 피난 천막학교 개교
- 1954년 : 서울로 귀환, 영연방군 실화로 학교 건물전소, 복원
- 1970년 : 중동 중·고등학교 분리 운영
- 1974년 : 중동학원 수송학원 흡수 통합
- 1984년 : 강남 일원동으로 학교 이전
- 1994년 : 삼성그룹 학교 인수
- 2008년 : 100주년 기념관(창조관) 및 체육관 완공
- 2010년 : 자율형사립고 전환
- 2018년 : 김대유 이사장 취임
- 2021년 : 제22대 이명학 교장 취임
- 2023년 : 제116회 졸업식(졸업생 누계 57,125명)

## 참고 문헌
- 중동고등학교 - 한국교육학술정보원 학교알리미

## 같이 보기
- 중동고등학교 축구단